# Gibet de Montfaucon
Pour les articles homonymes, voir Montfaucon.
Les Fourches de la grande Justice de Paris sont le principal et le plus grand gibet des rois de France. Il n'en reste aucune trace visible. Érigé à Paris sur la butte de Montfaucon, à cent cinquante mètres de l'actuelle place du Colonel-Fabien par la rue Albert-Camus, il a fonctionné depuis au moins le début du XIe siècle jusque sous le règne de Louis XIII.
De fourches patibulaires construites en bois vraisemblablement en 1027 par la Haute Justice du comté de Paris, Montfaucon est transformé peu après 1303 en un monument où sont exposées aux vents et aux corbeaux les dépouilles, parfois décapitées ou démembrées, des condamnés à mort exécutés sur place ou ailleurs en France. Il est remodelé en 1416, durant la guerre de Cent Ans, à la suite de l'insurrection de Paris, en un spectaculaire portique à seize piliers, qui périclite avec l'avènement en 1594 d'Henri IV et la fin des guerres de Religion. Ses ruines sont effacées par la Révolution mais « son funeste escalier qui dans la mort finit » demeure, avec la Bastille et la guillotine, un lieu commun de l'imaginaire français, au même titre que le « hanged, drawn and quartered » en Angleterre.

## Étymologie de Montfaucon
Les Parisiens, qui habitent l'ancien lit marécageux de la Seine, appellent butte toute éminence isolée naturelle, si faible soit-elle, comme la butte des Moulins et la butte Saint-Roch aujourd'hui aplanies, ou artificielle, comme la butte Montorgueil. Le mot, apparu à l'écrit au XVIe siècle, traduit son doublet savant mont. Butte Montfaucon est ainsi une redondance, comme le sont butte Montmartre ou les nombreux Chantemerle (de l’indo-européen : *kan-t- « pierre » et *merl : « rocher »).
De même que les îles, par exemple l'île Louviers, l'île Seguin ou l'île Monsieur à une époque beaucoup plus tardive, les buttes portent parfois le nom du propriétaire du terrain, telle la butte aux Cailles. Montfaucon tient peut-être son nom d'un certain comes civitatis prénommé Falco ou Fulco. Détenteur d'un titre de comte alors non héréditaire, celui-ci se trouvait à l'hiver 986 en possession d'un terrain situé non loin de là et l'a vendu moins d'un an plus tard à l'abbaye Saint-Magloire, laquelle se trouvait à une lieue plus au sud par la route Saint-Denis, à Beaubourg, au débouché de la rue de la Chanvrerie.
C'est peut-être le même personnage, portant le même prénom de rapace, Faucon, qui est mentionné en 1027 comme ultime vicomte de Paris, et qui à ce titre était chargé du gibet du comté de Paris. En 1520, lors de travaux d'agrandissement de l'église Saint-Merri, fut découvert le tombeau d'un Odo Falconarius, c'est-à-dire Eudes le Fauconnier, possible ancêtre et guerrier de premier plan supposé depuis être celui qui, selon le récit d'Abbon, libéra les faucons dont il avait la charge avant que ne périssent les douze défenseurs du Petit Châtelet assailli par les Normands de Sigfried le 6 février 886, durant le quatrième siège de Paris.
Les descendants du vicomte, tout en se transmettant le prénom comme c'était l'usage à une époque où la faible démographie n'avait pas encore rendu nécessaires les noms de famille, ont pu hériter de la charge et du terrain afférant, procédé à l'origine de la féodalité. En effet, six générations plus tard, en 1189, un certain Robert, fils d'un comte Faucon, vend deux terrains de Montfaucon attenant à la maladrerie Saint-Ladre, terrains qui constituaient le douaire de feue sa mère. À cette date, l'existence du gibet est attestée.

## Descriptions du monument des seize fourches
De type fourches patibulaires, le gibet, qui était en bois vraisemblablement jusqu'au début du XIIIe siècle, se dressait au sommet d'une petite butte elle-même assise sur une colline en pente douce.
Le gibet, au moment de son plus grand développement, soit au XVe siècle, consistait en une construction massive offrant une plateforme sur laquelle étaient dressés des piliers entre lesquels les suppliciés étaient pendus à des poutres de traverse. Tous les éléments de la construction étaient, dans la dernière configuration de celle-ci, montés en un grand appareil de grosses pierres de taille à bossage jointives et cimentées entre elles.
La base était un parallélépipède rectangle long d'à peu près 14 mètres sur 10 soit 7 toises sur 6, et haut d'à peu près 6 mètres soit 3 toises. Elle était construite par superposition de dix ou douze assises réglées. Son intérieur était maçonné d'une cave. Le sommet de la cave était fermé par une trappe qui ouvrait sur la plateforme et assurait la continuité de celle-ci.
Sur cette base reposaient seize piliers carrés d'une dizaine de mètres de haut (32 ou 33 pieds). La dernière description du monument, qui a été publiée en 1724 mais peut-être très antérieure, indique que les piliers étaient répartis sur le pourtour du socle, cinq alignés sur le côté droit, cinq sur le côté gauche, et six le long du bord du fond, mais la peinture qu'en fait aux alentours de 1460 Jean Fouquet, qui a vraisemblablement suivi durant sa jeunesse une partie de sa formation dans un atelier parisien, montre qu'à cette époque les piliers, déjà très hauts, occupaient toute la surface du socle, en quatre rangées de quatre. Chaque pilier était fait de 32 ou 33 pierres de grès. Par leurs sommets, ils étaient reliés entre eux par des poutres de traverse en bois. Chaque sommet de pilier était couronné d'un chaperon, qui évitait l'infiltration de la pluie. Dans chaque chaperon étaient insérées les extrémités de deux poutres. Les seize piliers correspondaient aux seize quartiers de Paris instaurés à la fin du XIVe siècle.

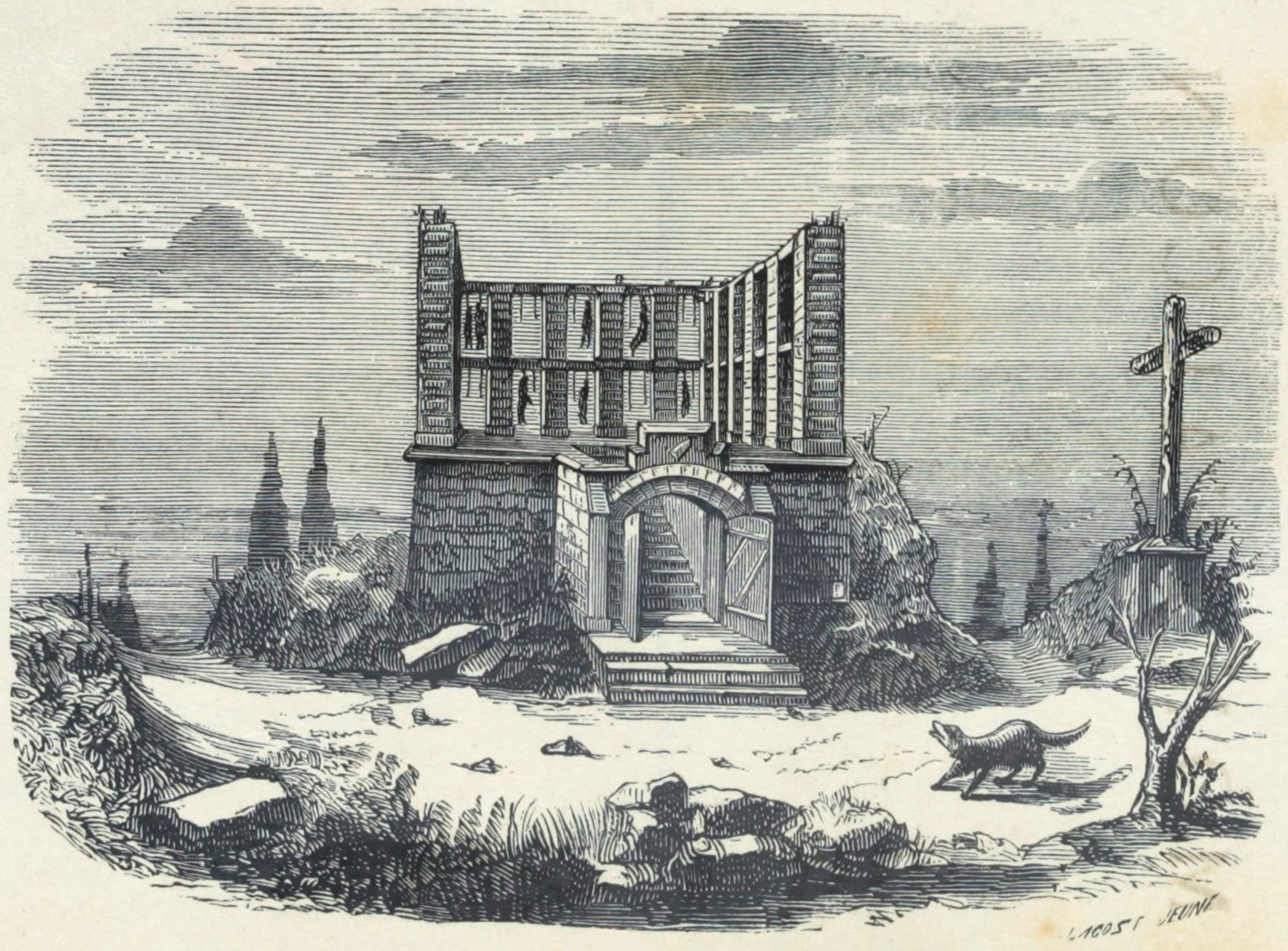
Représentation romantique des ruines du gibet avec deux niveaux de poutres.

Un vestibule, précédé sur toute sa largeur de quatre larges marches, formait une avancée de la base. Ce vestibule était fermé par une porte imposante. Au-delà de la porte, une large rampe en pierre portait un escalier qui permettait d'accéder à la plateforme et débouchait à peu près au milieu de celle-ci. Sur le côté gauche, la face nord de la base du gibet, une seconde porte, plus petite, permettait d'accéder à la cave insérée dans la base derrière l'escalier.
Si Eugène Viollet-le-Duc conclut par déduction que l'édifice devait avoir trois niveaux de poutres, de nombreuses gravures représentent le gibet avec deux ou quatre étages. Quoi qu'il en fût, sa taille et son allure étaient particulièrement imposantes, et de nature à impressionner et à dissuader quiconque de commettre le moindre acte illégal. En 1425, une petite enceinte est restaurée autour du gibet et l'ensemble, lui donnant un éclat visible de loin, est blanchi à la chaux.

Hypothèse Viollet-le-Duc.
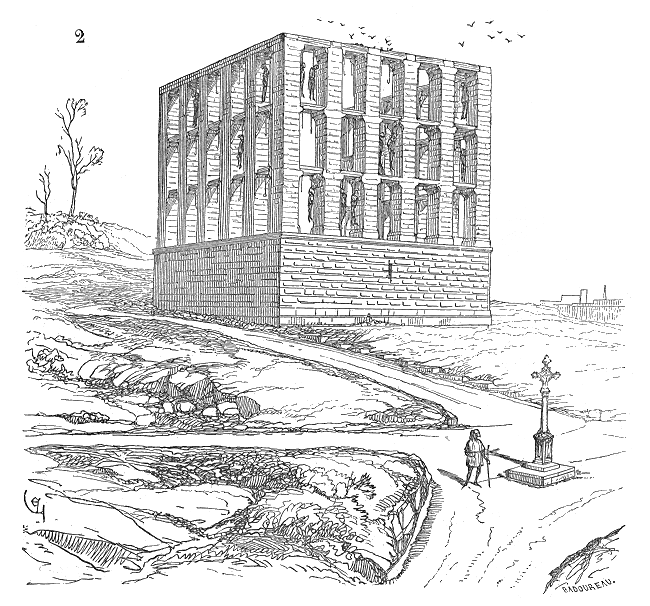
Reconstitution par Eugène Viollet-le-Duc.
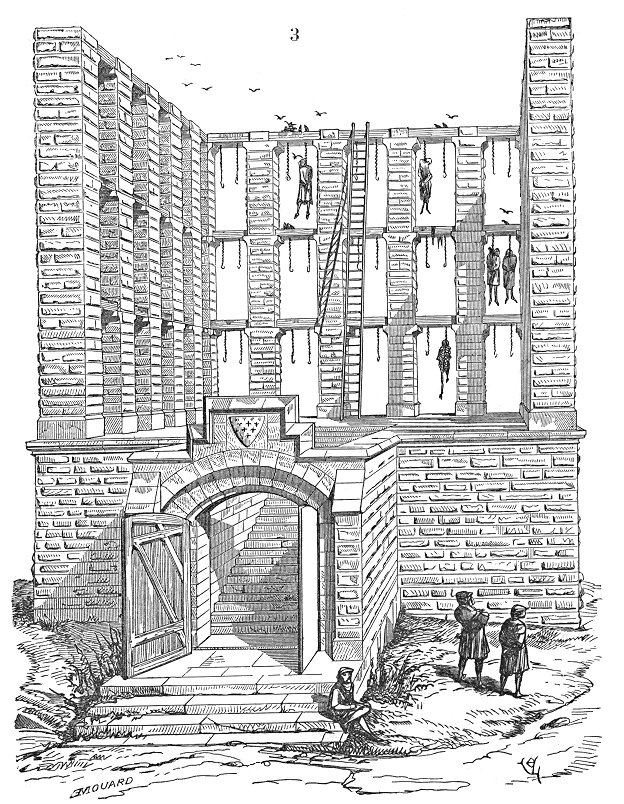
Vue de l'arrière.
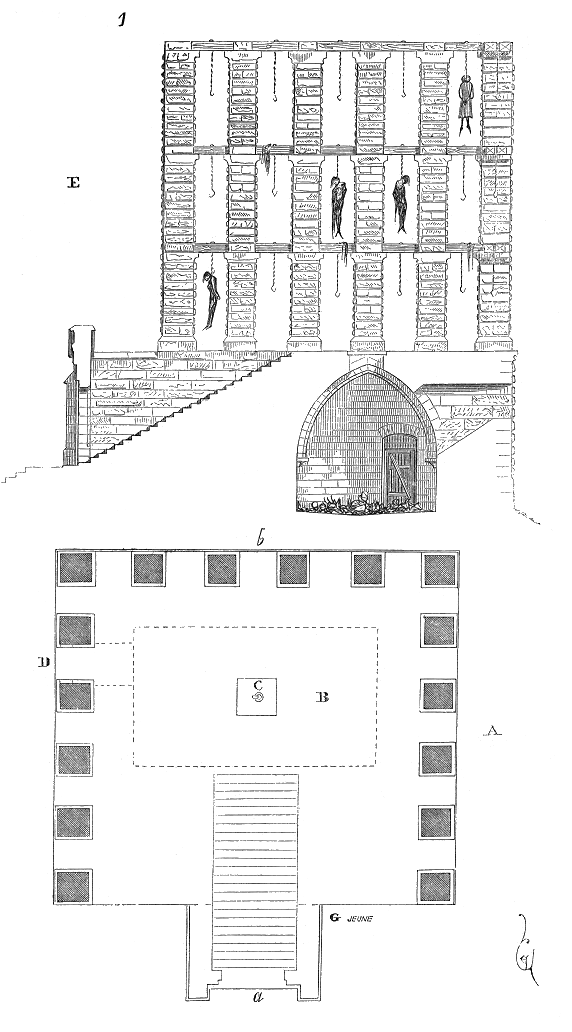
Coupe et plan selon le même.

En 1408, un grand et haut calvaire en pierres de taille, où sont gravés les portraits de deux étudiants pendus sur ordre du prévôt de Paris en violation de la loi, est dressé sur le chemin à proximité de l'entrée du gibet. Il sera remplacé par un neuf, qui se voyait encore en 1760.

## Mode opératoire

### Le spectacle de l'envoi en l'air
Le condamné montait à la suite d'un bourreau par une haute échelle amovible posée sur la poutre qui lui était désignée. Le « Jean Guillaume » lui passait au cou la corde accrochée à la poutre, descendait puis déplaçait l'échelle sur le côté pour l'aider à « faire le saut sur rien », le « saut en l'air ».
Pour monter à l'échelle sans tomber, le condamné, la tête éventuellement enfouie dans un sac, devait le faire à reculons, comme le rappelle l'expression argotique « faire approcher du ciel à reculons », équivalent d'« aller se faire pendre ».
La cérémonie était expressément conçue comme un spectacle public et le châtiment comme une leçon faite au peuple qui se voulait exemplaire et dissuasive. Le spectacle était donné même les dimanches et jours fériés.

### Le guet à la lune
Exécuter un individu dans ces conditions, à dix mètres au-dessus du socle du gibet, étant pour le moins malcommode, on peut se demander si les poutres les plus hautes n'avaient pas pour usage l'exposition des dépouilles hissées post mortem. C'était un sort réservé aux plus hauts personnages ou aux plus grands criminels, les complices devant se contenter de pendre au-dessous des premiers.
Les corps restaient en effet exposés pendus, dans leurs habits, dont il était réglementairement interdit de les dépouiller. Il pouvait sans excès y avoir cinquante pendus exposés simultanément, et bien visibles « de quelques lieues à la ronde », le gibet étant situé sur une éminence au bord d'une route. L'exposition durait jusqu'au délitement naturel du corps, à moins qu'il ne fallût faire de la place ou qu'une grâce, accordée après quelques jours, quelques mois ou quelques années, ne permît à la famille de récupérer les restes.
Le procédé a marqué les esprits des brigands et le langage des jargonneurs. Le corps ballotant, « évêque champêtre », donne « la bénédiction par les pieds ». Comme bien des grands personnages pendus à Montfaucon, le voilà devenu « surintendant » chargé de « garder les moutons à la lune » et Montfaucon est appelé « la Cour des Monnaies ». Venu à la potence parmi les gendarmes du guet, le pendu fait désormais « le guet au clair de lune ».
À partir de 1466, les cordes sont remplacées par des chaînes clouées aux poutres, de sorte que le corps mort pouvait pendre jusqu'à sa dessiccation. C'est que le but de l'engin était, au-delà de la torture et de la mort données au corps, d'infliger un châtiment à la fois exemplaire et infamant qui fît périr l'âme du condamné aux yeux du monde mais aussi dans l'au-delà. C'est pourquoi on y pendait les corps des suicidés, dont l'âme était par cet acte damnée, ainsi que les cadavres de ceux qui avaient été mis à mort ailleurs. Ceux qui avaient eu la tête tranchée étaient pendus dans un sac ou par les aisselles. Ceux qui avaient été condamnés à mort par contumace étaient symboliquement pendus sous forme de mannequins. Il y avait donc des pendus factices parmi les vrais morts.

### La privation de sépulture
Dans cette logique religieuse, les suppliciés étaient privés de sépulture chrétienne. Sauf exception, leurs corps n'étaient pas rendus aux familles. Leurs restes étaient jetés par une trappe centrale dans une espèce de cave prévue à cet effet de profanation et contenue dans la base même du bâtiment. Ce charnier pestilentiel était régulièrement nettoyé comme on nettoie les ordures. Le sens religieux du châtiment, la prééminence de sa signification symbolique était telle qu'un animal qui avait tué un homme, une femme ou un bébé pouvait être pendu selon la même procédure judiciaire et le même cérémonial mis en œuvre pour les humains, vêtu d'habits.
Toutefois, dès 1396, Pierre de Craon, puissant courtisan breton, obtient que les suppliciés soient assistés de prêtres auprès desquels ils peuvent se confesser et desquels ils peuvent obtenir l'extrême onction. Il s'agissait alors de moines ayant été condamnés à mort, pour sorcellerie, afin d'expliquer la démence de Charles VI. Pierre de Craon, qui fait alors pénitence volontaire pour ses propres crimes, fait également ériger auprès du gibet de Paris une croix de pierre avec ses armes ; au pied de cette croix se confessent les criminels avant leur exécution.
Le gibet était gardé par des archers pour empêcher que les familles des suppliciés ou que la Faculté, qui n'avait droit qu'à deux cadavres par an pour ses autopsies, ne vinssent récupérer les corps. Il arrivait que les cadavres provenant d'autres lieux d'exécution de Paris y soient également rassemblés.

## Emplacements
La butte de Montfaucon se situait au nord-est de Paris. Elle se dressait entre des champs où a été tracé le canal Saint-Martin et ce qui est devenu, quand a été élevée l'enceinte des Fermiers généraux, la barrière de Combat, aujourd'hui place du Colonel-Fabien. Elle mourait au niveau de l'actuel 53 rue de la Grange-aux-Belles, où ont été retrouvées des traces archéologiques et un ossement humain. La butte relevait de la censive de Saint-Martin-des-Champs, puis d'une fraction de celle-ci, le faubourg Saint-Laurent. Les deux, originellement autonomes et chef du Sanctum Martyrum, étaient propriété de l'abbaye royale de Saint-Denis, tout comme leurs voisins, le faubourg Saint-Ladre, le hameau de La Chapelle de Saint-Denis et celui de La Villette de Saint-Denis.
Le gibet lui-même était dressé au sommet de la butte, soit ce qui est aujourd'hui le square Amadou-Hampate Ba au sud de la place Robert-Desnos. C'est à partir d'un tronçon de la rue de Meaux, aujourd'hui intégré à celle de la Grange-aux-Belles, que menait un chemin au bas de la butte du côté sud ouest. De là un sentier sinueux conduisait au supplice.

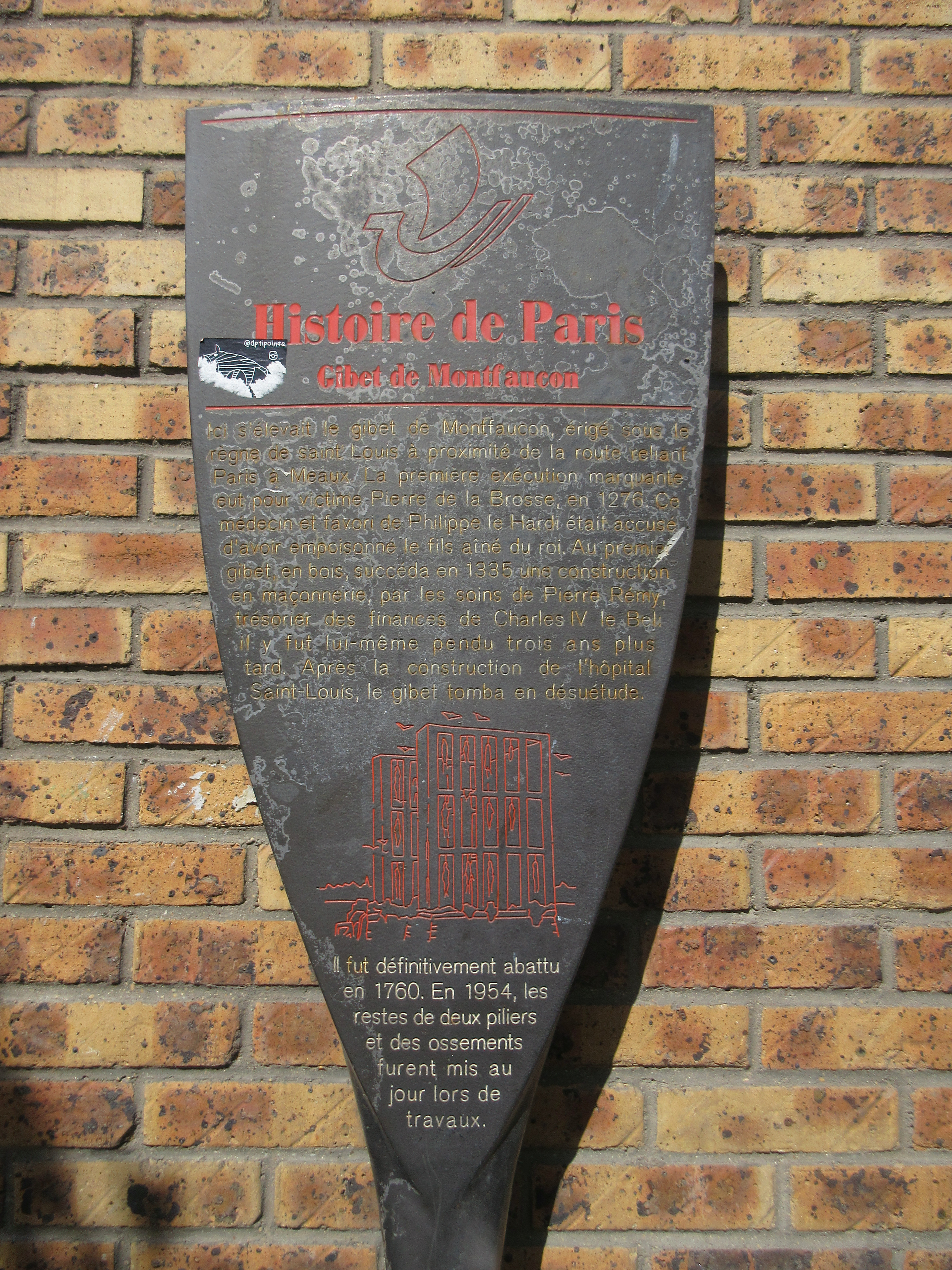
Panneau Histoire de Paris « Gibet de Montfaucon »
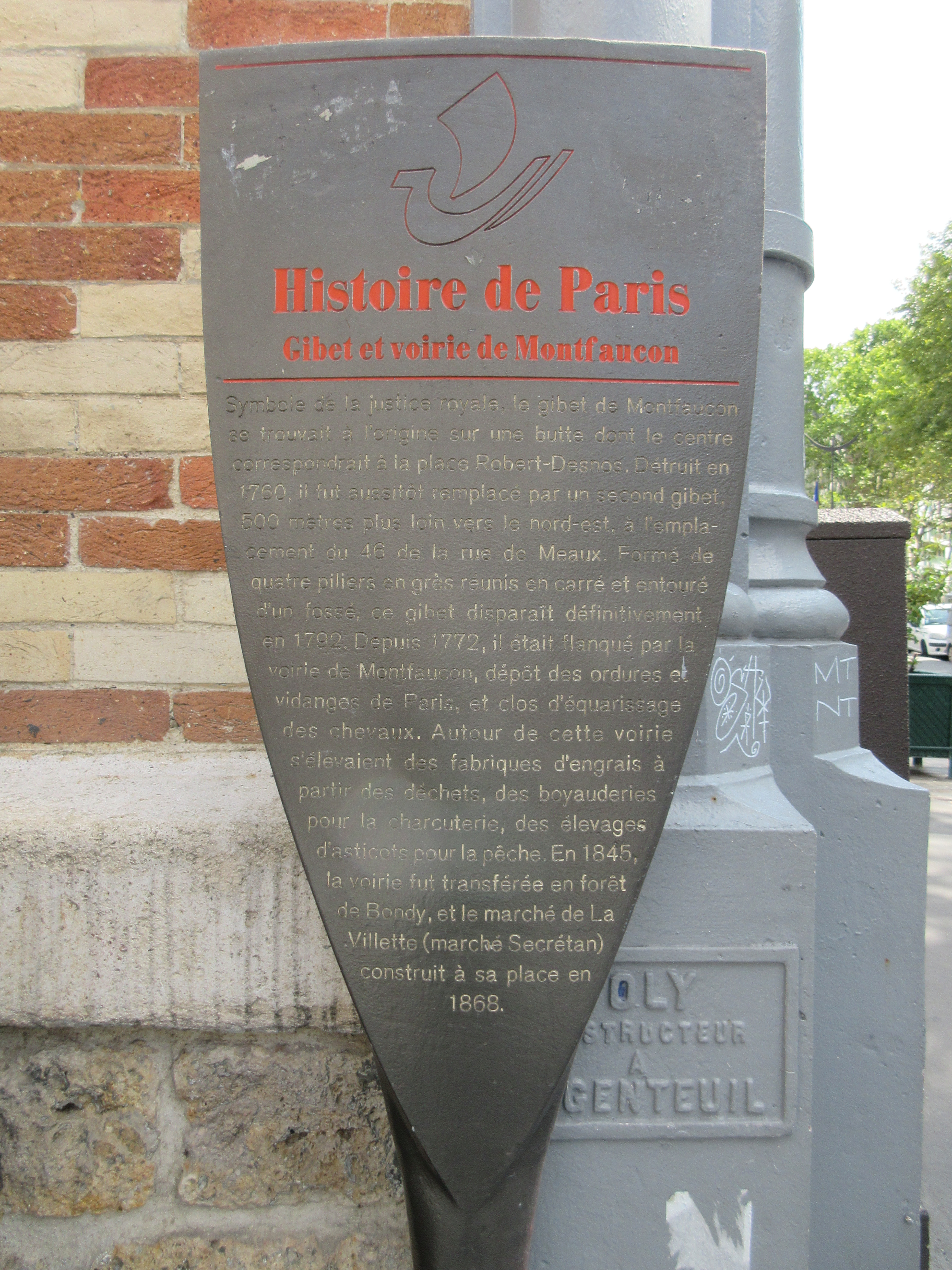
Panneau Histoire de Paris « Gibet et voirie de Montfaucon »
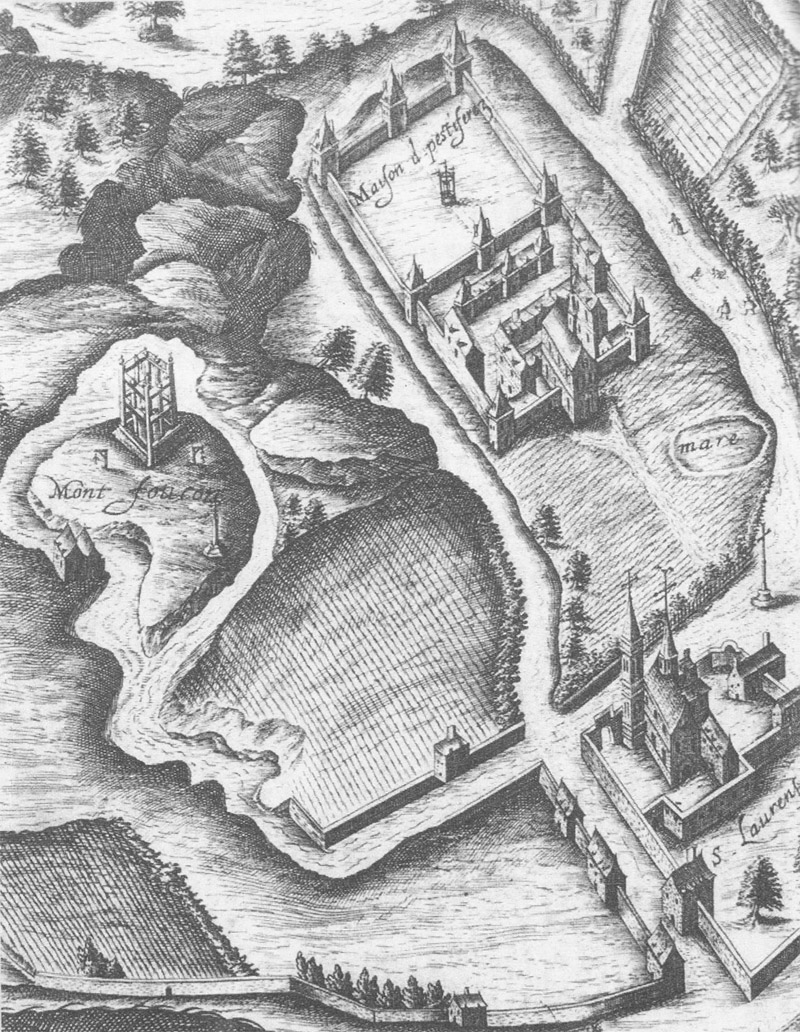
Gibet de Montfaucon vers 1609, avec l'église Saint-Laurent et l'ancienne maison de Pestiférés, transformée en l'hôpital Saint-Louis.
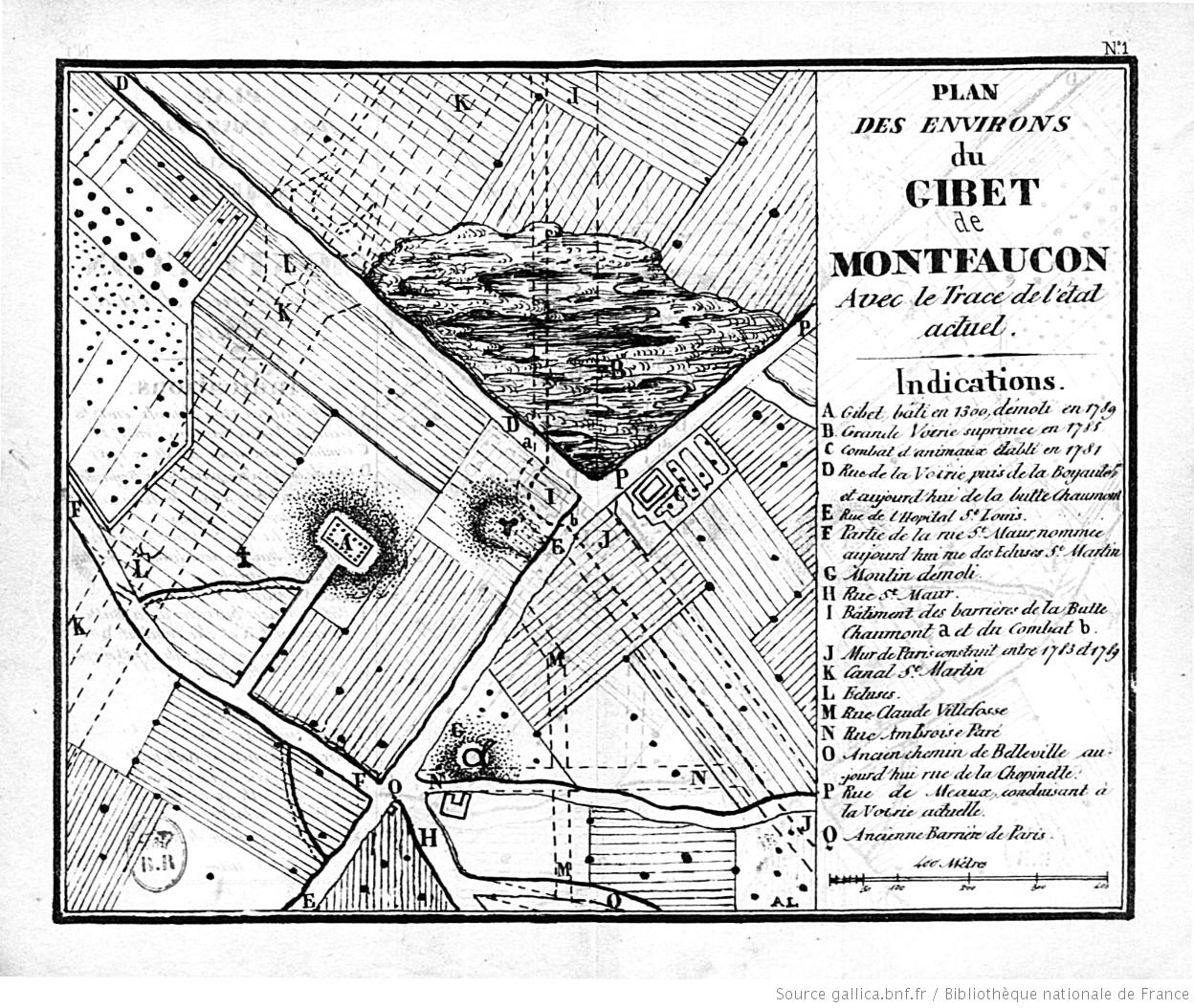
Étude archéologique du site en 1821[40].

Le gibet reconstruit après 1760 se situait au-delà de la barrière de Combat, dans le périmètre compris entre la rue de Meaux, l'avenue Secrétan et la rue Sadi-Lecointe.
On ne connaît ailleurs dans le royaume aucun gibet d'allure aussi monumentale. À Paris, il y en avait cinq autres, de bien moindre importance, ceux des abbayes seigneuriales de Saint-Germain-des-Prés et de Saint-Antoine-des-Champs, celui de la Cité, rive gauche celui des Arts et rive droite celui des Champeaux. Un septième, érigé en 1328, était une sorte d'annexe de Montfaucon, le gibet de Montigny. L'abus des privilèges fait alors prospérer les signes ostentatoires qu'en sont les piloris et les gibets au point qu'un siècle et demi plus tard Charles VII prépare une loi de révocation mais son successeur, Louis XI, au contraire multiplie les concessions de haute justice et la France se couvre de potences. On en voit dans Paris près de chaque abbaye, à tout coin de rue, et les habitants s'en plaignent. La loi de révocation promulguée en 1487 en ramène le nombre à dix-neuf mais il faut attendre un édit de février 1674 pour que les pendaisons publiques redeviennent à Paris une exclusivité du Châtelet.

## Itinéraire du supplicié
Jusqu'à la Révolution, la pendaison est encourue par un roturier dès qu'un vol dépasse cinq sous, soit une livre parisis, mais elle se fait dans les cas ordinaires au gibet du lieu. Pour un larcin moindre, on se contente de l'essorillement. Le voleur est conduit au pied de l'échelle du parvis, à l'entrée des planches de Milbray, et là le bourreau lui coupe une oreille, la deuxième en cas de récidive.
Pour Montfaucon, le condamné, vêtu et coiffé à l'ordinaire, les mains liées par les poucettes, est emmené à pied, à cheval ou en charrette par un détachement de la milice du guet, soit un lieutenant criminel, des sergents et des archers. Mort, mais aussi parfois vif, il y est traîné sur une claie d'infamie.

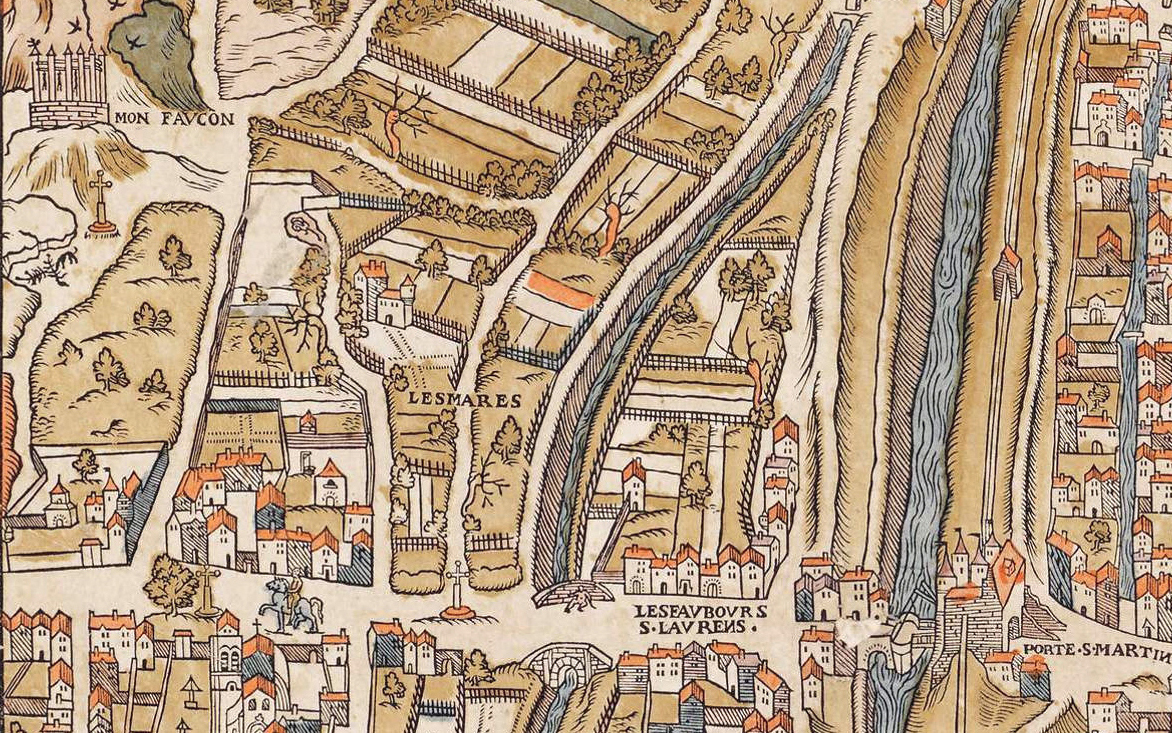
Le gibet de Montfaucon, en haut et à gauche sur le plan de Truschet et Hoyau de ca. 1550, est alors à l'extérieur de l'enceinte de Paris, dont on voit, en bas et à droite, la porte la plus proche, la porte Saint-Martin.

Jusqu'à la fin du XIIe siècle, le lieu d'incarcération est ordinairement la Conciergerie, sur la rive nord de l'île de la Cité, et le passage sur la rive droite se fait par les planches de Milbray. De là on accède à Montfaucon, par la rue Saint-Martin, l'ancienne porte Saint-Martin, la route de Flandre. Cet itinéraire suit l'axe de l'antique cardo maximus. La route continue en longeant l'abbaye Saint-Martin-des-Champs dont le domaine confine au hameau Saint-Laurent. Laissant à gauche ce hameau qui prospère autour de l'église Saint-Laurent, la route en traverse les vignobles et maraichers jusqu'à un chemin partant vers la droite, la rue Saint-Maur à l'endroit de l'actuelle rue Eugène-Varlin, qui aborde par l'ouest la butte Montfaucon.
Au début du XIIe siècle, la prévôté installe son siège sur la rive droite, au Grand Châtelet, en face de la Conciergerie, qui ne sera reliée que deux siècles plus tard par le Grand pont. C'est au Châtelet désormais qu'est donnée la question ordinaire et sont prononcées les condamnations qui ne relèvent ni d'une justice seigneuriale particulière, ni de l'Université, ni du Chapitre cathédral, ni du Parlement. Les condamnés qui le seront par celui-ci continueront d'être écroués à la Conciergerie. Dans les affaires d'État, qui se finiront souvent à Montfaucon, l'incarcération se fera en général au Louvre.
À partir du début du XIIIe siècle, le convoi pour Montfaucon part du Châtelet directement vers le nord par la rue Saint-Denis. Il franchit l'ancienne porte Saint-Denis avant de retrouver par un chemin de traverse, la ruelle Saint-Denis, la route de Flandre puis la rue Saint-Maur à l'emplacement de l'actuelle rue Eugène-Varlin. À partir de 1280, un itinéraire secondaire, plus court, permet d'aborder la butte Montfaucon directement par son sud. Il passe par la rue du Temple et la nouvelle porte Sainte-Avoye. De là, le chemin des Marais du Temple permet de rejoindre la route de Meaux, ville comtale qui est un important marché champenois doté d'un port fluvial. En quittant Paris, cette route passe entre le Bourg-l'Abbé, nouveau faubourg nord, et la Villeneuve du Temple, que l'enceinte a elle aussi laissée au dehors bien qu'elle abrite depuis les années 1170 le trésor de la première et principale banque de l'époque, fondée en 1129 au concile de Troyes par Hugues de Payns et son richissime suzerain, Thibault de Champagne. Le condamné pouvait avoir été torturé à la prison du Temple même et être extrait directement de là.
L'éloignement de Montfaucon fait que les pendaisons qui y sont exécutées ne sont initialement pas un spectacle pour les Parisiens mais pour les marchands et voyageurs venant de Champagne[réf. nécessaire].
À partir du début du XVIe siècle, l'itinéraire Saint-Denis est systématiquement privilégié de façon à permettre une halte à hauteur de l'église du couvent des Filles-Dieu. La supérieure, au cours d'une cérémonie dite du « dernier morceau du Patient », se faisait un devoir de venir à la rencontre du condamné lui donner bénédiction et collation, le vin procurant une ivresse bienvenue.

## Exécutions célèbres

### Affaires d'État

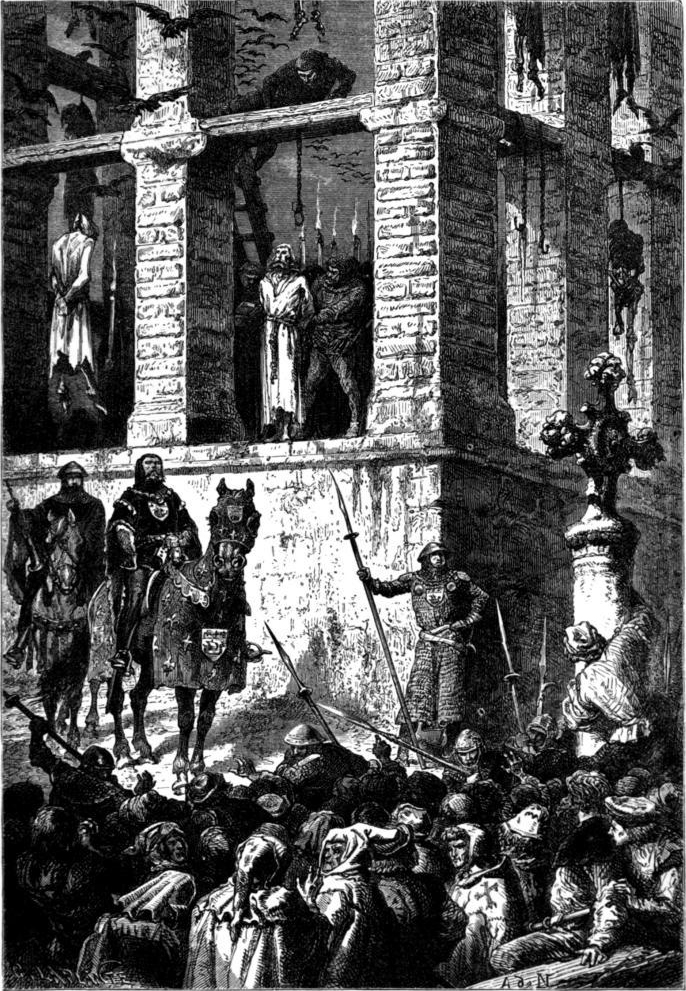
Gravure du XIXe siècle représentant l'exécution d'Enguerrand de Marigny en 1315.

- 1278 : Pierre de La Brosse, favori et grand chambellan de Philippe III le Hardi.
- 1315 : Enguerrand de Marigny, ancien trésorier de Philippe le Bel.
- 1322 : Giraud Gayte, trésorier de Philippe le Long mort sous la torture et exposé à Montfaucon.
- 1328 : Pierre Rémy, surintendant des Finances de Charles le Bel fait par celui-ci seigneur de Montigny.
- 1378 : Jacques de Rue, chambellan de Charles de Navarre.
- 1378 : Pierre du Tertre, secrétaire du même Charles de Navarre.
- 1409 : Jean de Montagu, surintendant des Finances de Charles VI.
- 1413 : Pierre des Essarts, également surintendant des Finances sous Charles VI.
- 1484 : Olivier Le Daim, confident du roi Louis XI.
- 1527 : Jacques de Beaune, surintendant des Finances de François Ier.
- 1572 : le corps de Gaspard de Châtillon, comte de Coligny, amiral de France, qui est tué au cours de la Saint-Barthélemy, y est exhibé, pendu par les pieds après avoir été traîné dans les rues de Paris.

### Corruption
- 1320 : Henri Tapperel, prévôt de Paris convaincu d'avoir été soudoyé pour exécuter un innocent à la place du vrai coupable[49].
- 1331 : Macé de Maches, changeur du Trésor[50].
- 1333 : René de Siran, maître des Monnaies[50].
- 1348 : Adam de Hourdain, conseiller au Parlement de Paris convaincu de prévarication[50].

### Meurtriers
- 1323 : Jourdain de l'Isle, gentilhomme brigand gascon et neveu par alliance du Pape Jean XXII[50].
- 1457 : Regnier de Montigny, brigand appartenant à la bande des coquillards[51].
- 1460 : Colin de Cayeux, un brigand.
- 1474 : Laurent Garnier, meurtrier provinois d'un collecteur d'impôts, célèbre pour la cérémonie funèbre organisée dans Paris en grande pompe deux ans plus tard par son frère pour faire croire à une mort récente et naturelle moins déshonorante pour sa famille[52].
- 1525 : Barbiton, Jean Charrot, Jean Lubbe, mauvais-garçons, brigands de toutes espèces qui terrorisaient les villes au XVIe siècle.

## Cinq siècles de supplices

### Avant Montfaucon
Le concept de profanation du corps des damnés par leur exposition, le refus de sépulture, est très antérieur au christianisme comme l'atteste le sanctuaire de Ribemont, gigantesque penderie à cadavres d'ennemis décapités dressée vers -270 et honorée jusque vers -52.
Le système de la justice seigneuriale, héritière de la préfecture du prétoire, apparaît au VIIe siècle, soit antérieurement à l'émergence de la féodalité, dont elle est une condition. À l'époque carolingienne, le siège palatin ne se trouve pas à Paris mais à Clichy. Vers 841, il y a un gibet royal, qui dépend de l'abbaye royale Saint-Clodoald, au carrefour de la rue de Paris et de la rue de Billancourt qui fait alors la frontière entre Auteuil et Saint-Cloud, face à un antique bac sacré conduisant au mont Valérien et à l'entrée du pont de Saint-Cloud gardée par le capitaine des chasses royales qui se déroulent déjà dans la forêt du Rouvray.

### Le gibet de bois (1027-1302)

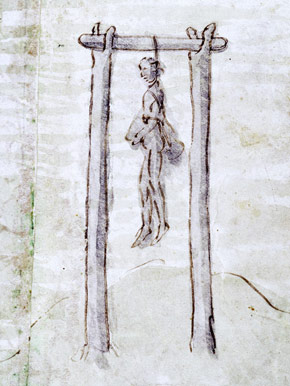
Exemple du XVIII de potence à deux piliers. Le nom de fourches tient à l'embout des piliers taillés pour caler la traverse.

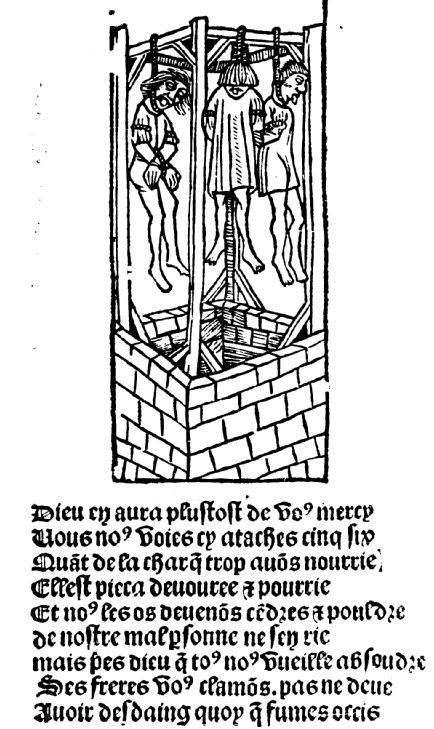
Exemple de la fin du XIV de portique à quatre piliers. Les Hautes Justices avaient droit selon leur rang à trois, quatre, six ou même huit piliers formant un portique à trois, quatre, sept ou dix traverses.

Le nom de Montfaucon laisse supposer que le gibet est dressé, ou reconstruit, en 1027 par le dernier vicomte de Paris, Faucon, auxiliaire civil et militaire nommé auprès du suffragant de Paris par le comte d'Orléans Robert le Pieux revendiquant le titre de Roi des Francs, en substitution de celui de Duc des Francs. Le gibet est alors en bois comme les fourches patibulaires de toute justice seigneuriale.
Le nombre de potences à doubles piliers qu'il comporte n'est pas connu mais il est proportionnel au rang du vicomte de Paris, qui, sans être minuscule, est moindre, Paris n'étant alors qu'une dépendance de ce qu'on n'appelle pas encore le « CAMPONT », l'évêché de Sens qui a hérité de l'antique province de la Sénonaise. Ce n'est au plus tôt que vers la fin du XIIe siècle, sous le règne de Philippe Auguste, que la féodalité fixe expressément à six le nombre de piliers attribués à la justice d'un comte. Un siècle plus tard en effet, une hiérarchie des privilèges est entrée dans les habitudes, le simple gentilhomme ayant droit à deux piliers, le châtelain à trois, le baron à quatre, le duc à huit. Le vavasseur, n'exerçant que la basse justice, n'aura pas le « droit d'épée » ni de gibet. Les baillis, agissant au nom du Roi, en dresseront autant qu'ils voudront, comme cela se fera à Montfaucon.
Le développement du gibet de Montfaucon, comme celui de la ville de Paris, est lié à l'émergence du pourvoir capétien, qui commence avec le XIIe siècle et le déclin des rivaux thibaldiens que sonne en 1183 la victoire de Philippe II sur Henri de Champagne. C'est l'époque qui suit le printemps des bûchers, l'échec d'Abélard d'instaurer la liberté de penser, la catastrophique deuxième croisade au cours de laquelle les pèlerins périrent en masse, et qui voit triompher l'ordre moral mis en place par la réforme grégorienne.
La première mention de ce gibet date de 1188. Quand deux ans plus tard, Philippe Auguste élargit considérablement l'enceinte de Paris, celle-ci laisse toutefois Montfaucon en dehors d'elle très loin dans la campagne, à peine moins éloigné de l'abbaye de Montmartre, qui se trouve à son nord-ouest, et plus proche de la maison forte de Savies, qui se trouve sur les hauteurs à son sud-ouest, sise à l'actuel 94, rue de Belleville.

### Instrument de pierre d'un pouvoir de fer (1303-1372)
Durant le règne du « roi de fer » Philippe le Bel, Montfaucon est assez utilisé pour qu'il soit œuvré à son perfectionnement. C'est en effet à Enguerrand de Marigny, grand ministre des « rois maudits » nommé coadjuteur du Royaume dès 1303, que l'histoire, peut-être un peu romancée, attribue la transformation du gibet traditionnel en monument de pierre. Parvenu brillant, efficace et honni de l'influent frère du roi Charles de Valois, le Chancelier, frauduleusement convaincu de malversations et de sorcellerie, devait lui-même, Louis le Hutin régnant, y finir pendu le 30 avril 1315 et laissé exposé pendant deux années.
Quand le 1er février 1328 meurt le Roi Charles IV le Bel et que Philippe de Valois est nommé régent dans l'attente de la naissance de l'enfant que porte la reine veuve Jeanne d'Évreux, ce prince n'hésite pas à se débarrasser du Trésorier resté en place, Pierre Rémy, seigneur de Montigny-Lencoup, accablé personnellement par un Parlement aux ordres des effets de l'inflation monétaire. Le 1er avril, l'enfant posthume se révèle être une fille, Blanche de France, et, moyennant une manipulation de la loi salique, Philippe de Valois devient roi de France. Pour inaugurer la dynastie des Valois, Philippe VI fait pendre le 25 avril, un mois avant son couronnement, Montigny, qui suit là, à six ans d'écart, le sort de son confrère Giraud Gayte. Peut-être parce que Montfaucon est en réfection, il faut élever dans son voisinage un gibet annexe, le gibet de Montigny.
La construction d'une nouvelle enceinte de Paris, commencée en 1356, va transformer les terrains les plus proches qui appartiennent à l'abbaye Saint-Martin-des-Champs en faubourg mais laisse la butte de Montfaucon, qui domine les maraîchers de la même abbaye, très à l'écart, un lieu de relégation.

### L'inhumanité du refus de la confession (1373-1400)
La loi française paraît aux yeux des humanistes contemporains d'une cruauté unique dans tout l'Occident. Dès 1310, Dante, guelfe blanc présent à Paris au début de cette année, invoque dans la Divine Comédie, qui ne sera publiée qu'en 1472, les mânes de Pierre de La Brosse, assassiné en 1278 à Montfaucon sur ordre des barons, pour dénoncer le sort des suppliciés auxquels il n'a pas été offert de se confesser avant de périr et par là d'accomplir le repentir qui leur ouvrira au jour du Jugement dernier les portes du Paradis.
À la fin des années 1370, sous le règne de Charles le Sage, le maître des requêtes Raoul de Presles, à l'instigation du réformateur Philippe de Maisière et avec l'appui du confident du roi Nicole Oresme, fait annuler par le Conseil la coutume du refus de la confession pour tous les condamnés à mort de France, mais les manœuvres du Chancelier Pierre d'Orgemont font capoter le projet de loi au Parlement. C'est le symptôme d'un royaume qui n'entreprend pas les réformes nécessaires, réformes fiscales au premier chef, et le 1er mars 1382, deux ans après la mort du roi, la Bastille, encore en construction, est prise, son armement réquisitionné par les Parisiens insurgés. Paris vit neuf mois durant sous le gouvernement révolutionnaire des paroisses, les maillotins.
Le droit de se confesser est finalement octroyé aux condamnés à mort par un décret du 12 février 1396, grâce à l'intervention de Pierre de Craon, qui avait comploté contre le gouvernement des marmousets et est opposé aux condamnations abusives sous le chef de sorcellerie. Un service religieux est mis en place à Montfaucon pour chaque exécution et, par crainte du manque de religion des condamnés, un confesseur y est affecté d'office.

### Symbole contesté de la tyrannie (1401-1410)

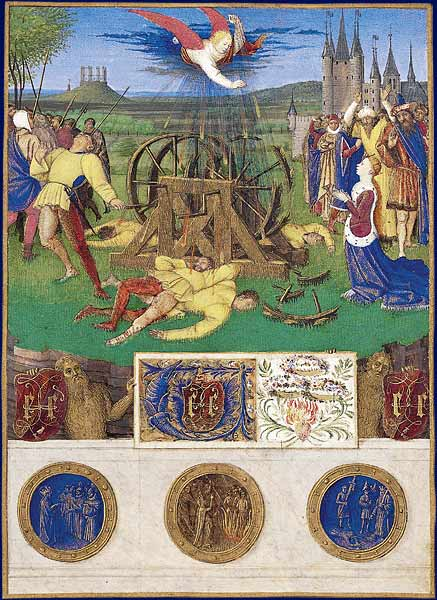
Vers 1460, l'enlumineur Jean Fouquet, dans les Heures d'Étienne Chevalier, associe l'image de Montfaucon aux bourreaux de sainte Catherine, châtiés par la divinité, et le gibet au martyre.

Le 6 juin 1401, au cœur de la guerre de Cent Ans, Guillaume de Tignonville, dévot moralisateur et « rhodophobe », est nommé prévôt de Paris et à ce titre prête serment au recteur de l'Université. Sept ans plus tard, le prodrome de la guerre civile, exacerbée par les hausses d'impôts et les dépenses somptuaires des familles princières financées par les mutations monétaires, confronte la police du prévôt à l'agitation du peuple de Paris. Les jeunes gens venus de tous les pays étudier à Paris sont acquis à la cause de Jean sans Peur, duc de Bourgogne et prince libéral favorable à la monarchie constitutionnelle ébauchée par la Grande ordonnance de 1355 que tenteront de restaurer les cabochiens en 1413. Ils sont socialement attachés au parti des robins et des bourgeois de Paris, qui sont souvent pour des raisons commerciales également bourgeois de Bruxelles, ville bourguignonne, plus encore les étudiants flamands et frisons de la nation picarde, puissant réseau bancaire détenu par des familles de drapiers et d'armateurs.
Dans la nuit du 26 octobre 1407, clandestinement, le prévôt fait exécuter à Montfaucon Léger de Montillier, un Normand, et Olivier Bourgeois, un Breton, tous deux écoliers de l’université de Paris accusés de divers larcins et soumis à la question ordinaire. C'est une violation du for ecclésiastique, privilège bénéficiant à tous les clercs, dont les élèves inscrits à l'Université, mais que le prévôt ne juge pas commettre, l'Université, saisie initialement par lui, considérant les goliards et autres basochiens délinquants comme défroqués. Les condamnés montent à Montfaucon en protestant de l'abus policier et en criant « clergie », en vain. La Nation Normande se met en grève. Le 23 novembre, le « tyrannicide » de Louis d'Orléans, frère du roi Charles VI, en pleine rue de Paris par l'escouade stipendiée de Raoul d'Anquetonville, homme de main de Jean sans Peur, attise les tensions à l'extrême.
En février, le prévôt, sous prétexte de lutter contre la sorcellerie, qui fait commerce de la mandragore réputée pousser sous les pendus, fait interdire l'accès au gibet où se dessèchent les corps des deux clercs, alors que cet accès est un droit de la Faculté de médecine[Information douteuse]. Une audience à la Cour est organisée et l’Université, où ont été formés tous les magistrats, fait condamner le prévôt, qui est démis de son office royal. Celui-ci est en outre condamné à faire ériger près du gibet une grande et haute croix en pierres de taille, dans laquelle sont gravés les portraits des deux clercs. Ceux-ci sont solennellement dépendus le 14 mai 1408 par le nouveau prévôt de Paris imposé par Jean sans Peur, Pierre des Essarts. Les dépouilles de Léger de Montillier et Olivier Bourgeois sont rendues au recteur en un cortège funèbre, tendu de noir, par les sergents et porteflamberges pour recevoir une sépulture dans le cimetière des Mathurins, au cœur du quartier latin.
Pour servir sa propagande, Jean sans Peur monte un procès contre une figure du pouvoir royal, rien moins que le grand maître Jean de Montagu. Condamné le 17 octobre 1409 pour lèse majesté, celui-ci est décapité aux Champeaux. Sa tête est laissée au bout d'une pique. Son corps est mis à Montfaucon.

### Les seize fourches (1411-1419)
Deux ans plus tard, en octobre 1411, les soixante mille hommes de Jean sans Peur chassent l'armée des « écorcheurs » conduite par Charles d'Orléans, neveu du roi Charles VI, et son beau-père Bernard d'Armagnac. Paris est investi militairement. Aussitôt, est rétablie l'administration civile des seize quaterniers, instaurée à la suite de l'élargissement de l'enceinte de Paris mais abolie dès 1382, un an avant l'achèvement des travaux, en représailles de l'insurrection des maillotins. Paris accueille de nouveau la Cour à la suite de la paix signée entre Armagnacs et Bourguignons à Bourges le 15 juillet 1412 et confirmée à Auxerre le 22 août.
Le 30 janvier 1413, ce gouvernement civil de Paris, mené par le quartier de la Grande Boucherie, qui rassemble les propriétaires des fermes et des salaisons de la banlieue et les fourriers enrichis de l'armée bourguignonne, impose au roi Charles VI, confiné dans son palais Saint-Pol, de porter le capuchon des Cabochiens. Les Parisiens s'emparent le 27 avril de la Bastille mais s'aliènent l'Université et les bourgeois quand le 27 mai ils restaurent le régime quasi constitutionnel de la Grande ordonnance de 1357 et font promulguer l'ordonnance « cabochienne ». Pire, ils décapitent puis pendent en juillet à Montfaucon Pierre des Essarts, le prévôt protégé de Jean sans Peur.
Sans plus de soutien du duc de Bourgogne, la révolution des Cabochiens donne l'occasion à Bernard d'Armagnac de s'emparer de Paris au cours du mois d'août. Tanneguy du Chastel, un aventurier léonard attaché à la maison d'Orléans, est nommé prévôt de Paris, chargé de conduire la répression. Le Prévôt Chastel fait pénalement réprimer les manifestations d'opposition au parti des Armagnacs, par exemple en coupant la main, sous prétexte d'impiété, à un jeune partisan des Bourguignons. Durant l'année 1416, quelques mois après la désastre d'Azincourt, Tanneguy du Chastel mate une première rébellion et fait faire d'importants travaux à Montfaucon pour doter le gibet de seize piliers, un par quartier de Paris.

### Au service des Français comme des Anglais (1420-1498)
La victoire anglaise est actée par la paix de Troyes. Henri V d'Angleterre entre triomphalement dans Paris le 1er décembre 1420. Sa mort prématurée, vingt mois plus tard, laisse son héritier Henri, qui n'a pas un an, à la garde de son oncle paternel, le duc de Bedford Jean de Lancastre, qui est le beau-fils de Jean sans Peur et qui est nommé lieutenant-général du Royaume. Sous cette régence, le petit roi de France et d'Angleterre règne sans recevoir le sacre et sa légitimité n'est pas reconnue par son oncle maternel, le « soi-disant dauphin » et futur Charles VII qui s'est replié sur la moitié du royaume le reconnaissant comme roi légitime.
Le duc de Bedford nomme Jean de La Baume gouverneur de Paris. Le recours aux pendaisons n'est en rien modifié et les seize fourches sont mises à neuf en 1425. Les quarante-huit poutres, qui font autant de potences soutenues par les seize piliers de pierre sur deux étages de douze doubles traverses chacun, sont toutes changées. Le socle monumental du gibet et sa petite enceinte sont blanchis à la chaux, donnant à l'ensemble un éclat visible de loin.
Les Anglais chassés de Paris par Arthur de Bretagne, en 1435, le pouvoir change mais pas Montfaucon. Pendant une vingtaine d'années à partir de 1440, sous les prévôtés successives d'Ambroise de Loré et de Robert d'Estouteville, plusieurs femmes sont enterrées vivantes sur le site de Montfaucon. Ce supplice, dit « de la bêche », réservé dans l'Antiquité romaine aux Vestales qui auraient trahi leur vœu de chasteté et prévu au bas Moyen Âge dans certaines coutumes, est alors en général donné aux prostituées et aux voleuses, jugées pour ainsi dire indignes de par leur condition féminine de recevoir la publicité faite aux pendus.

### Changement de contexte à la Renaissance (1499-1556)

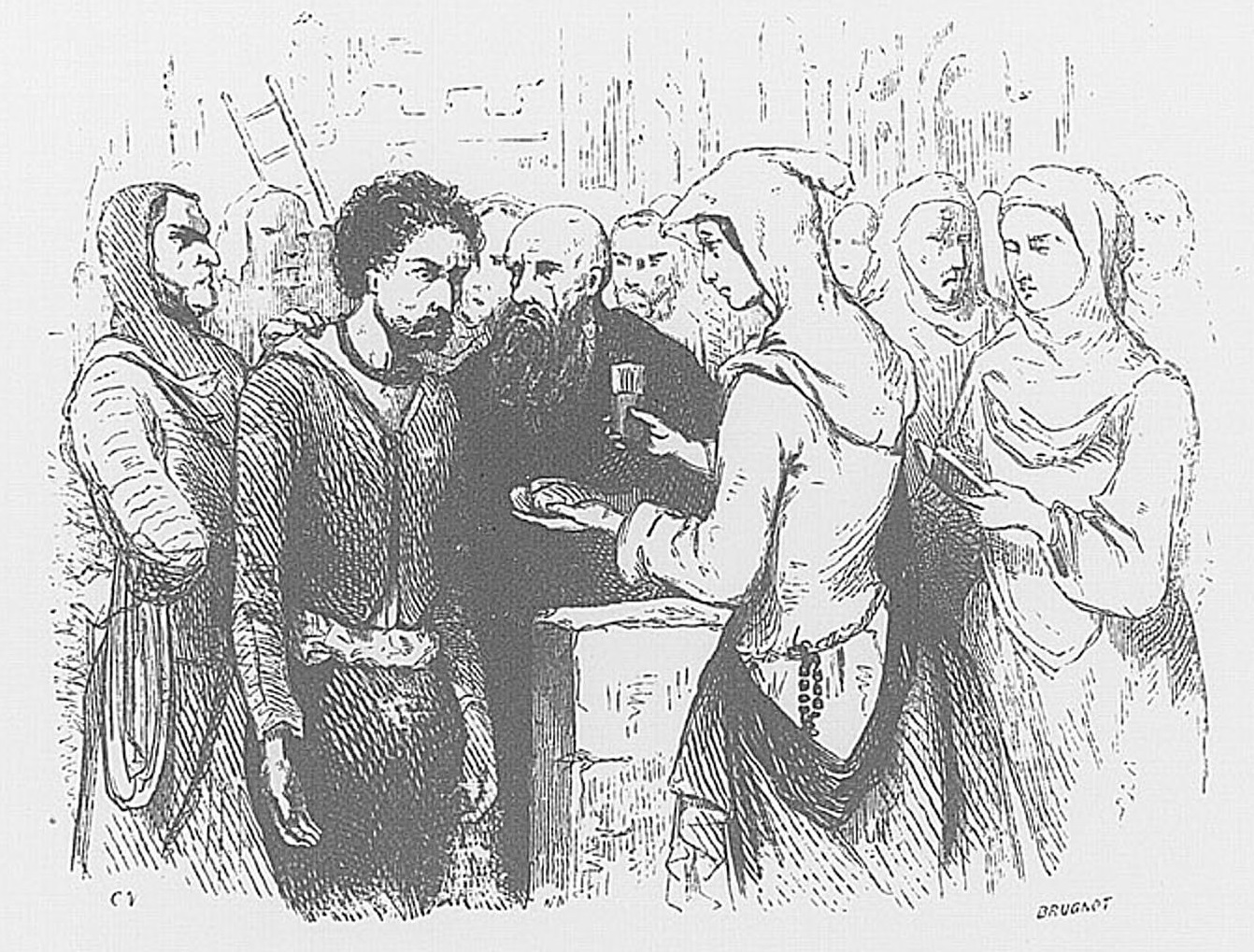
« Le dernier morceau du Patient » : des religieuses du couvent des Filles-Dieu donnent à boire et à manger à un condamné à mort avant son exécution au gibet de Montfaucon (gravure du XIXe siècle).

Au début du XVIe siècle, la notion de purgatoire est devenue prééminente et l'esprit humaniste de compassion, promu un siècle plus tôt par Pierre de Craon, l'emporte sur le concept initial de profanation du corps des condamnés. Le châtiment de ceux-ci est perçu comme une image de la Passion du Christ leur offrant une possibilité de rédemption et ils sont qualifiés de « patients » c'est-à-dire de membres de l'Église souffrante.
Sur le trajet qui les conduit du Grand Châtelet à Montfaucon par la rue Saint-Denis, le convoi, une fois passé le ponceau qui franchît le Grand égout, laisse sur sa gauche la Grande Cour des miracles et fait une halte à hauteur du chevet de l'église du couvent des Filles-Dieu, où s'élève une grande croix en bois. Là, les condamnés s'agenouillent devant le crucifix, le baisent et reçoivent pour viatique une onction d'eau bénite et la bénédiction qu'elle signifie. La supérieure leur apporte l'eucharistie, trois morceaux du pain de la communion, qui les conservent dans le « Corps du Christ », et, privilège réservé normalement au prêtre, le vin qui incarne le sang du Christ. Le breuvage est préparé de façon à étourdir. La cérémonie est dite du « dernier morceau du Patient ». L'appétit que montre le patient, s'il en montre, est interprété comme une aspiration au Paradis et donc un présage favorable.

### Machine de mort (1557-1598)

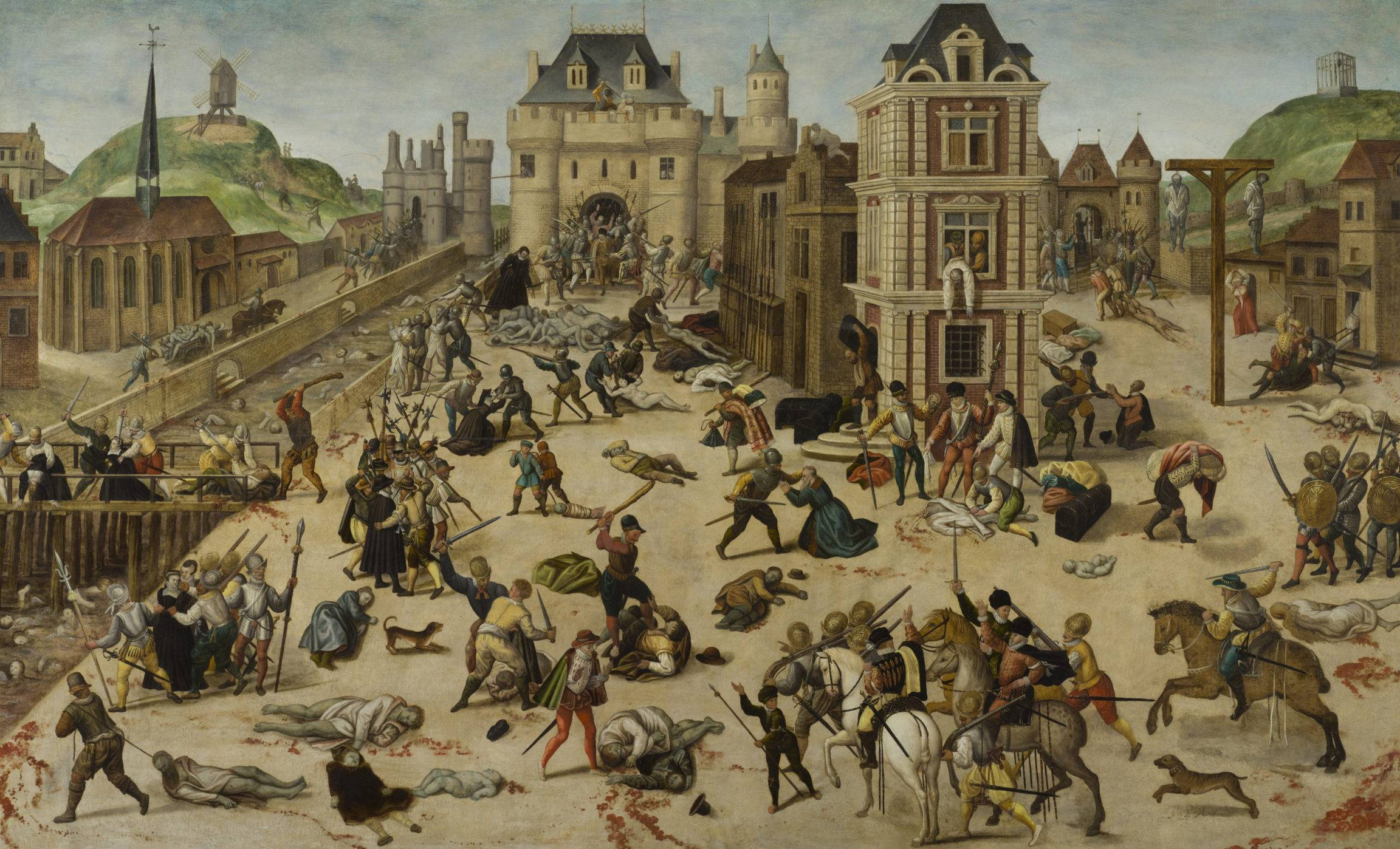
Montfaucon, en haut à droite, présidant à la Saint-Barthélemy peinte par Francois Dubois.

Sous le règne de Charles IX, au milieu du XVIe siècle, les guerres de Religion transforment Montfaucon en un lieu d'exécution de masse digne d'Ivan le Terrible. On y procède à la pendaison simultanée de jusque quatre-vingts huguenots ou présumés tels.
Un soir de 1572, la vieille reine mère Catherine de Médicis emmène à Montfaucon ses fils Henri et François, qui ont vingt et dix-sept ans, sa fille Margot et son gendre Henri de Navarre, jeune marié de dix-neuf ans. Ils viennent y contempler le cadavre qui avait été traîné dans les rues de Paris du chef militaire des huguenots, l'amiral Gaspard de Coligny tué dans Paris intra muros le 24 août précédent, au cours de la Saint-Barthélemy. Le futur Henri IV, sous le règne duquel Montfaucon périclitera, voit là le corps pendu par les pieds de celui qui fut trois ans plus tôt son maître d'armes à la bataille de Jarnac. À la suite de cette visite, François de Montmorency, cousin germain de l'Amiral et gouverneur de la place de Paris démissionnaire, dérobe la dépouille.
Lors du siège de Paris en 1590, Henri IV fit installer deux batteries d’artillerie : « […] l’une sur Montmartre l’autre sur le haut de Montfaucon vers le Mesnil qui commencèrent à tirer et battre en ruine, vers les rues Saint-Honoré, Saint-Denis et Saint-Martin et les environs. »

### Désaffection aux Temps modernes (1599-1759)

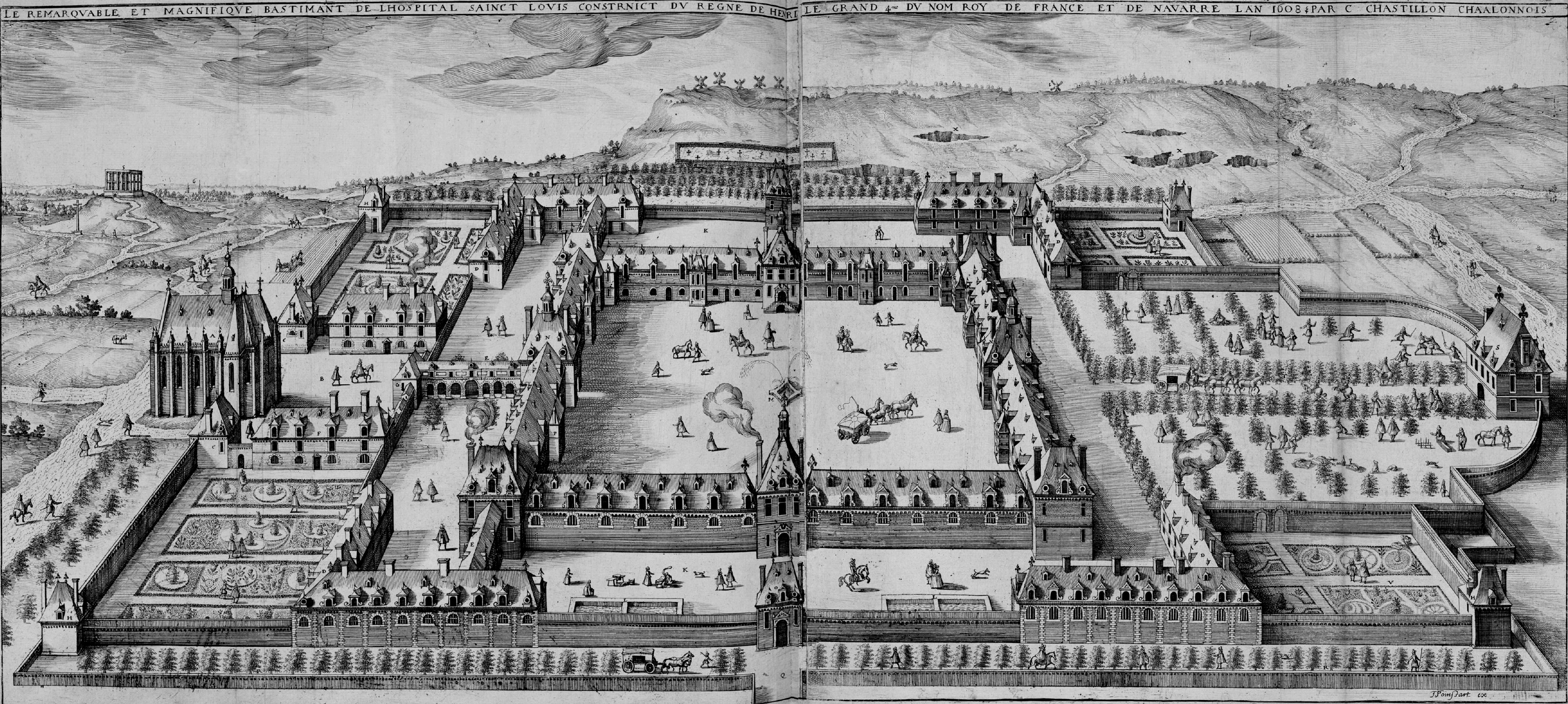
Emplacement de Montfaucon en 1608 au nord ouest du nouvel hôpital Saint-Louis. Le gibet y est représenté sur deux étages.

La guerre civile close par l'édit de Nantes, la fréquence des exécutions diminue à partir de 1607, date à laquelle Henri IV fait construire l'hôpital Saint-Louis entre le nouveau couvent des Récollets et Montfaucon. Les dernières exécutions ont lieu vers 1629 et Montfaucon est quasi abandonné dès le milieu du XVIIe siècle.
Un décret hygiéniste rend obligatoire dans Paris le ramassage des ordures. Un service de tombereaux est organisé et sept décharges sont établies autour de la ville. La pire d'entre elles est creusée à l'angle nord de la barrière de Combat au bas de la butte de Montfaucon et reçoit le nom de voirie de Montfaucon. Les abords entre le gibet et le moulin à vent des buttes Chaumont sont transformés en plâtrières, puis progressivement intégrés à l'expansion de peuplement de Paris.

## Survivance

### Le cimetière de Montfaucon (1760-1790)
Le gibet est détruit en 1760 et reconstruit cinq cents mètres plus au nord-ouest, sur le territoire de La Villette à la frontière de Belleville, en face de ce qui est aujourd'hui le marché Secrétan. Il est dressé comme un monument symbolique de la haute justice royale. Aucune exécution n'y est pratiquée mais les corps de suppliciés dans d'autres lieux de la capitale, comme ceux de la place de Grève, y sont inhumés.
Durant la Révolution, après le 21 janvier 1790, les piliers restants sont abattus.

### La voirie de Montfaucon

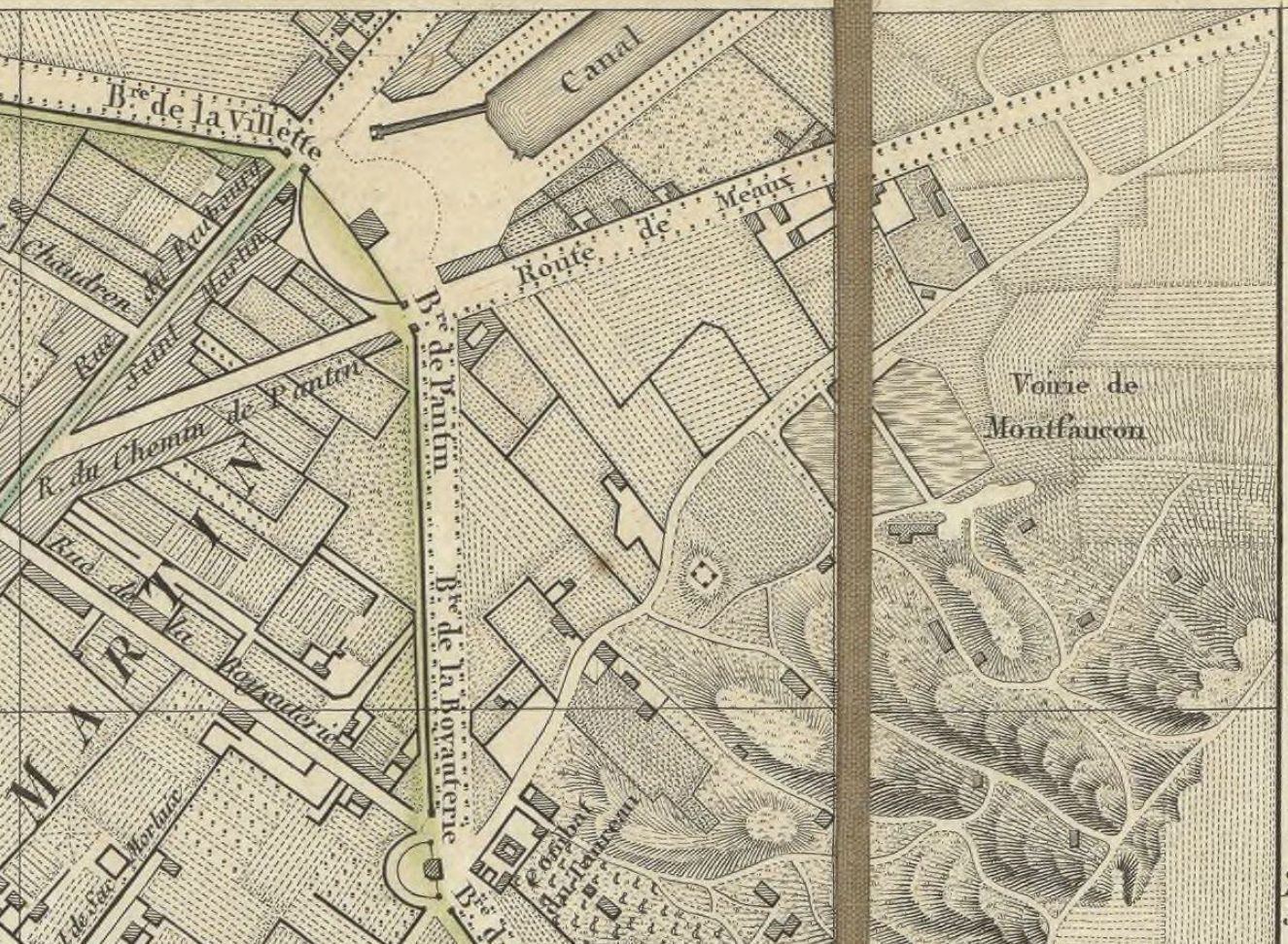
Voirie de Montfaucon localisée entre le bassin de la Villette et les Buttes Chaumont en 1821.

La voirie de Montfaucon à proximité du premier gibet fut transférée vers 1760 (300 mètres au nord-est, au pied de la Butte Chaumont, dans un quadrilatère approximativement situés entre les actuelles rue de Meaux, avenue Secrétan, Édouard-Pailleron et avenue de Laumière. Cette implantation fut désignée en 1781 unique décharge de la capitale.
Cette voirie est une fosse géante, destinée à recevoir le contenu des fosses d'aisance de Paris avant que les excréments ne soient transformés en engrais agricole, puis a servi de clos d'équarrisage. Le souvenir de la voirie de Montfaucon sera rappelé dans le « Cours d'hygiène fait à la faculté de médecine de Paris » de Louis Fleury paru en 1852 :

« L'ancienne voirie de Montfaucon réunissait à des bassins énormes, ayant 32 800 mètres de superficie, et à 12 arpents de terrain destinés à recevoir toutes les matières fécales fournies par la vidange de Paris et s'élevant de 230 à 244 mètres cubes par jour, des clos d'équarrissage recevant par an environ 12 000 chevaux et 25 à 30 000 petits animaux, tels que chiens, chats, etc. Vous comprendrez aisément les émanations qui devaient s'élever d'un pareil cloaque, et qui, malgré la position élevée de la voirie (36 mètres au-dessus des eaux de la Seine), s'étendaient souvent à 2 000, 4 000 et même 8 000 mètres. »

La voirie est transférée en forêt de Bondy en 1837 et définitivement supprimée en 1849. Son site est urbanisé à la fin du XIXe siècle avec l'ouverture ou le prolongement de plusieurs voies : rue Bouret, rue Édouard-Pailleron, rue Armand-Carrel, rue Cavendish.

### Souvenir macabre

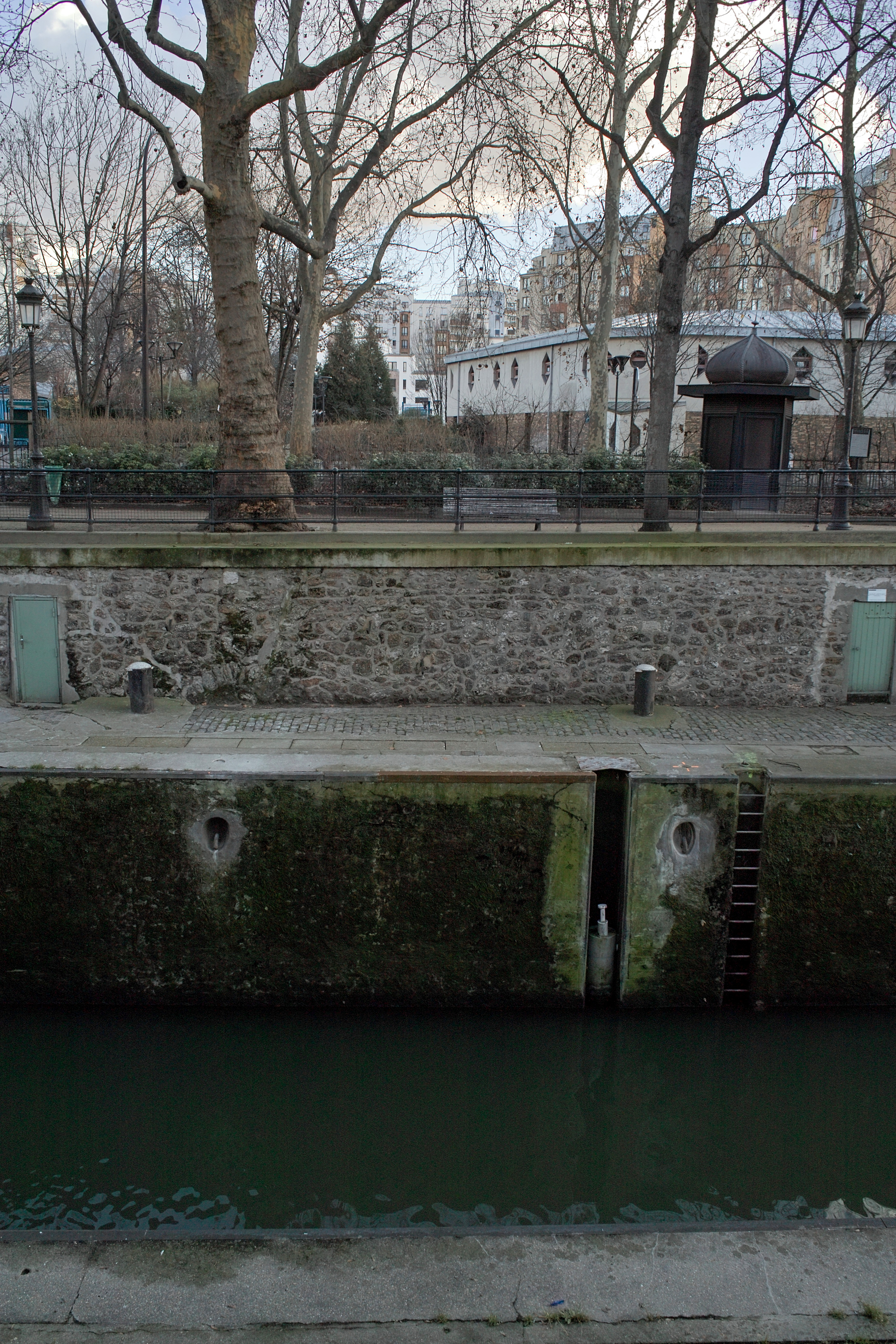
L' écluse des Morts sur le canal Saint-Martin en contrebas de ce qui fut la butte Montfaucon.

Le bassin du canal Saint-Martin que longe le quai de Jemmapes porte le nom de bassin des Morts, du nom que portaient sous la Révolution la rue des Écluses-Saint-Martin et la rue Eugène-Varlin qui étaient la partie nord, passant au pied de la butte, de la rue Saint-Maur. Toutefois l'étymologie de cette rue des Morts reste incertaine : plus qu'un souvenir du gibet de Montfaucon, il s'agirait plutôt d'une corruption du nom Saint-Maur ou de la conséquence du passage dans cette rue des convois mortuaires allant de l'hôpital Saint-Louis au cimetière.
En 1954, lors de la construction d'un garage au 53 rue de la Grange-aux-Belles, ont été retrouvés les restes de piliers évoquant un gibet et ceux d'un pavage, ainsi que des ossements de femme. On sait qu'en 1416 il avait fallu construire un gibet provisoire attenant à celui de Montfaucon, le temps des travaux de réfection de celui ci.
Aujourd'hui, aucune trace visible du gibet ne subsiste. La butte Montfaucon a été recouverte en 1978 d'un ensemble d'immeubles d'habitations auquel on accède par la rue Boy-Zelenski.
Deux plaques forgées par la Ville de Paris rappellent à l'intention des touristes l'existence du gibet de Montfaucon, l'une, rue de Meaux, l'autre, à l'angle de la rue de la Grange-aux-Belles et de la rue des Écluses-Saint-Martin.

« (…) un édifice de forme étrange, qui ressemblait assez à un cromlech celtique, et où il se faisait aussi des sacrifices. (…) Voilà Montfaucon. (…) Le massif de pierre qui servait de base à l'odieux édifice était creux. (…) Dans ce profond charnier où tant de poussières humaines et tant de crimes ont pourri ensemble, bien des grands du monde, bien des innocents sont venus successivement apporter leurs os (…) »

— V. Hugo, Notre Dame de Paris, 1831.

### Dans la littérature
Cinq ans après la mort de l'humaniste Bonaventure Des Périers, Jacques Peletier et Nicolas Denisot font paraître, forme d'hommage de la Pléiade, un recueil des écrits humoristiques de leur ami. Ils joignent au fil des éditions quelques textes d'anonymes, dont un entrefilet paru en 1556 à Poitiers dans le Recueil de divers discours. C'est le discours ironique et irréligieux, sans doute enjolivé, qu'a tenu à Montfaucon un condamné qui tentait en faisant rire l'assistance de retarder son échéance de quelques minutes : « Souper aujourd'hui en paradis, beau Père, ce serait beaucoup si j'y pouvais être demain à dîner ! (…) Venez moi tenir compagnie jusque là. Faites moi cette œuvre de charité. ».
En 1831, peut-être inspiré par la légende, alors très à la mode, du cadavre d'Abailard ouvrant les bras pour accueillir dans sa tombe le corps d'Héloïse, Victor Hugo clôt Notre Dame de Paris par une énigme policière intitulée « Le mariage de Quasimodo », dont le roman se révèle rétrospectivement être la clef, la découverte dans la fosse de Montfaucon du squelette d'un bossu enlaçant celui d'une pendue. Cette fin du roman, à Montfaucon, donne a posteriori au personnage de Quasimodo un rôle central qu'il n'a pas dans le déroulement de l'intrigue.
Pour son propos abolitionniste, Victor Hugo invoquera de nouveau Montfaucon dans La Légende des siècles.
Quel est donc le moyen de régner ? dit Philippe.

Comme le roi parlait, l'archevêque pieux

Vit ce champ, hérissé de poteaux et de pieux

Où pendaient, à des fils tremblant quand l'air s'agite,

Des larves qui mettaient tous les oiseaux en fuite.

Et, le montrant au roi, Bertrand dit : Le voici.
Dans sa chanson Le Moyenâgeux, Georges Brassens évoque ce lieu.
Je mourrai pas à Montfaucon
Mais dans un lit, comme un vrai con
Je mourrai, pas même pendard
Avec cinq siècles de retard

### Dans le jeu vidéo
Le gibet de Montfaucon est un lieu cardinal de l’action dans le jeu Les Chevaliers de Baphomet (Broken Sword en anglais, 1996), édité par Revolution Software et scénarisé par Charles Cecil.